# Айсель Мамедова
Айсель Мамедова (азерб. Aysel Məmmədova; нар. 3 липня 1989, Баку)  — азербайджанська співачка джазу та композитор.
8 листопада 2017 року було оголошено, що Айсель Мамедова буде представляти Азербайджан на Пісенному конкурсі Євробачення 2018.